# Bennett/Berlin
Bennett/Berlin è un album in studio del cantante statunitense Tony Bennett, pubblicato nel 1987.
Si tratta di un album tributo a Irving Berlin.

## Tracce
1. They Say It's Wonderful – 2:02
2. Isn't This a Lovely Day? – 3:19
3. All of My Life – 4:37
4. Now It Can Be Told – 2:24
5. The Song Is Ended (but the Melody Lingers On) – 2:59
6. When I Lost You – 1:13
7. Cheek to Cheek – 3:25
8. Let Yourself Go – 1:28
9. Let's Face the Music and Dance – 1:55
10. Shaking the Blues Away – 1:47
11. Russian Lullaby – 2:11
12. White Christmas – 3:05